# Rock the Casbah
"Rock the Casbah" (Português: Agite o casbah) é uma canção da banda britânica de punk rock The Clash, lançada no álbum de 1982 Combat Rock. A canção foi lançada como single e se tornou o maior sucesso da banda nos Estados Unidos, atingindo a oitava posição na Billboard Hot 100 (seu segundo e último top 40 e único top 10 nos EUA).

## Origem da canção
Uma das teorias sobre a origem da canção é que ela foi inspirada pelo banimento do rock no Irã após a chegada do aiatolá Khomeini ao poder. A canção faz o relato fabulista do banimento sendo desafiado pela população, que continua "agitando o casbah". O Rei ordena aos combatentes aéreos que bombardeiem qualquer um que esteja violando o banimento. Os combatentes ignoram as ordens e, ao invés disso, começam a escutar rock também.
A canção não faz nenhuma menção explícita ao Irã ou a nenhum outro país muçulmano. A letra inclui uma mistura de termos árabes, judeus, urdus e norte-africanos, como sharif, beduíno, sheikh, kosher, raga, muezzin, minarete e casbah.
De acordo com o livreto da compilação The Clash on Broadway, "Rock the Casbah" se originou após Bernie Rhodes, empresário da banda, fazer uma reclamação jocosa de uma faixa excessivamente longa que o Clash gravou para o álbum. "Tudo tem que ser tão longo como uma raga?", indagou à banda, comparando a faixa ao estilo musical indiano conhecido por sua complexidade e longa duração. A partir desse evento, Joe Strummer escreveu o primeiro verso: "O Rei disse aos homens que dançam o boogie: 'vocês têm que parar com o raga'". O resto da letra foi adicionado em seguida.
"Rock the Casbah" é uma das poucas canções da banda em que o baterista Topper Headon teve um papel substancial no processo de composição da música. A abertura instrumental é uma melodia que ele havia criado no piano algum tempo antes. No documentário de 2000 sobre a banda Westway to the World Headon, Headon disse que tocou bateria, baixo e piano durante a gravação da canção. Ele afirma que, enquanto achava que estava apenas brincando com a melodia para a banda, a sua performance foi gravada sem ele saber. Entretanto, no documentário de 2007 The Future Is Unwritten, sobre a vida de Strummer, Headon afirma que ele estava no estúdio esperando o resto da banda para a gravação e, quando se cansou de esperar, gravou ele mesmo as partes utilizadas na canção.

## Videoclipe
O Clash era conhecido por seus videoclipes de baixo orçamento, dentre eles "Rock the Casbah". Filmado em Austin, capital do Texas, o vídeo mostra um árabe (interpretado pelo ator local Titos Menchaca) e um Judeu hassídico (interpretado pelo diretor teatral local Dennis Razze) se divertindo juntos pela cidade, de vez em quando sendo seguidos por um tatu. Intercaladamente, são mostradas imagens da banda interpretando a canção em frente a um poço de petróleo. O vídeo se encaixa no tom humorístico da canção, apesar de ser também interpretável como um desejo de avanço nas relações árabe-israelenses.
A Força Aérea dos Estados Unidos foi uma personagem involuntária do vídeo. Duas naves RF-4C são mostradas pousando na Base Aérea de Bergstrom (perto de Austin) quando a letra da canção diz "o Rei chamou seus pilotos aéreos".
O videoclipe mostra o primeiro baterista da banda, Terry Chimes, no lugar de Headon, que saiu da banda devido a seu crescente vício em heroína. Headon admitiu mais tarde que ver o vídeo com "alguém em meu lugar, tocando a minha canção" foi doloroso e que contribuiu para que seu vício aumentasse.

## Lista de faixas

### 1982
Canadá / EUA (promocional - 45 rpm de 7 polegadas)
1. "Rock the Casbah"

Japão (45 rpm de 12 polegadas)
1. "Rock the Casbah"
2. "Mustapha Dance"

EUA (45 rpm de 7 polegadas)
1. "Rock the Casbah"
2. "Mustapha Dance"

Canadá (45 rpm de 12 polegadas)
1. "Rock the Casbah"
2. "Mustapha Dance"

Reino Unido (45 rpm de 7 e de 12 polegadas)
1. "Rock the Casbah"
2. "Mustapha Dance"

Canadá (45 rpm de 7 polegadas)
1. "Rock the Casbah"
2. "Red Angel Dragnet"

EUA (45 rpm de 7 polegadas)
1. "Rock the Casbah"
2. "Long Time Jerk"

### 1991
Reino Unido (45 rpm de 7 polegadas)
1. "Rock the Casbah"
2. "Mustapha Dance"

Reino Unido (45 rpm de 12 polegadas)
1. "Rock the Casbah"
2. "Mustapha Dance"
3. "The Magnificent Dance"

Reino Unido (CD)
1. "Rock the Casbah"
2. "Mustapha Dance"
3. "The Magnificent Dance"

## Impacto na política
"Rock the Casbah" virou hino não-oficial das Forças Armadas dos Estados Unidos durante a Guerra do Golfo, basicamente por causa do verso "bombas entre os minaretes". Foi a primeira canção tocada pela Rádio das Forças Armadas após o início da guerra. Isso não deixa de ser irônico, uma vez que, politicamente, a banda sempre esteve ligada à cena de esquerda. A mensagem da canção pode ser entendida de forma que o rock ocidental irá ajudar os jovens do Oriente Médio a derrotar regimes radicais islâmicos.
Em 2006, a revista conservadora National Review lançou sua lista das 50 canções de rock mais politicamente conservadoras de todos os tempos, na qual "Rock the Casbah" apareceu na vigésima posição. A revista destacou o aumento de pedidos para tocá-la nas estações de rádio durante a Guerra do Iraque. Apesar ou por causa de sua popularidade com os soldados da Guerra do Golfo, "Rock the Casbah" foi uma das canções banidas pelo conglomerado de mídia Clear Channel após os ataques de 11 de setembro de 2001.
No documentário The Future Is Unwritten, um amigo de Strummer declara que ele chorou quando descobriu que a frase "rock the casbah" estava sendo escrita nas bombas que iriam explodir no Iraque durante a Guerra do Golfo em 1991. Ainda de acordo com ele, Strummer disse, enquanto chorava, "Cara, eu nunca poderia pensar que uma canção minha estaria escrita como símbolo da morte em uma maldita bomba americana".